# Dogoni
Dogoni est une commune du Mali, dans le cercle et la région de Sikasso.
Il compte 14 villages : Dogoni, Wakoro, M'Pèla, Ouorofoura, Djibougou, N'Goloko, Klelani, Nagnan, Djiomatenè, Nenebougou, N'Golokoni, N'Golognébougou, Kamonobougou et Niatama.
Dans la commune de Dogoni, on s'exprime généralement en deux langues : le bambara et le sénoufo.
Les activités principales dans la commune sont l'agriculture et l'élevage.